# Saint-Cassien (Isère)
Saint-Cassien – miejscowość i gmina we Francji, w regionie Owernia-Rodan-Alpy, w departamencie Isère.
Według danych na rok 1990 gminę zamieszkiwało 861 osób, a gęstość zaludnienia wynosiła 152 osób/km² (wśród 2880 gmin regionu Rodan-Alpy Saint-Cassien plasuje się na 862. miejscu pod względem liczby ludności, natomiast pod względem powierzchni na miejscu 1461.).